# 南十字座AX
南十字座AX，又名BD+36 2295，HD 110066、SAO 63118、HR 4816，是南十字座的一颗恒星，视星等为6.45，位于銀經138.51，銀緯80.81，其B1900.0坐标为赤經12h 34m 25s，赤緯+36° 80.81′ 6″。